# Bataille de Suriagehara
La bataille de Suriagehara (摺上原の戦い, Suriagehara no tatakai) est livrée au cours de l'époque Azuchi Momoyama (fin du XVIe siècle) de l'histoire du Japon.
La bataille de Suriagehara fait suite au siège de Kurokawa où Ashina Yoshihiro et ses 16 000 hommes se vengent de leur précédente défaite au château de Kurokawa. Date Masamune, qui dispose d'un nombre supérieur de combattants (23 000), défait Yoshihiro à l'issue d'une bataille très disputée des deux côtés.

## Source de la traduction
- (en) Cet article est partiellement ou en totalité issu de l’article de Wikipédia en anglais intitulé « Battle of Suriagehara » (voir la liste des auteurs).